# Daniel D. Novotný
Daniel D. Novotný (* 29. března 1975, Chlumec nad Cidlinou) je český filosof a vysokoškolský pedagog přednášející na Teologické fakultě Jihočeské univerzity, kde působil též jako proděkan pro zahraniční vztahy mezi léty 2017 a 2024. 
Po studiích filosofie a latiny na Universitě Karlově v Praze pokračoval na International Academy for Philosophy v Lichtenštejnsku. Doktorát z filosofie získal na University at Buffalo u Jorge J. E. Gracii, Barryho Smithe a John T. Kearnse.
Ve svém výzkumu se zabývá především aplikovanou filosofií, především z hlediska neo-aristotelské tradice, s obohacením o různé další přístupy, např. interkulturní či fenomenologické. Vyučuje dále logiku, epistemologii, a filosofii vědy.
Příspěvky k dějinám filosofie, především k metafyzice španělského jezuity Francisca Suáreze (1548–1617) a dalších autorů barokní scholastiky vyšly v prestižních zahraničních nakladatelstvích (Cambridge University Press, Routledge, Brill, atd.). Příklady některých aktuálních témat: autonomní vozidla, umělá inteligence, eHealth, epidemie infekčních onemocnění, především v reakci na pandemii covidu-19, atd. Je spoluzakladatelem Iniciativy Sníh.
Je extermím výzkumným pracovníkem Centre for Philosophy of Epidemiology, Medicine, and Public Health při Universitě v Johannesburgu, a National Center for Ontology Research při University at Buffalo. Působí dále v etických komisích na národní a univerzitní úrovni, např. v Etické komisi pro posuzování otázek spojených s provozem automatizovaných a autonomních vozidel na Ministerstvu dopravy ČR, Bioetické komisi Rady pro výzkum, vývoj a inovace, a Etické komisi pro výzkum Masarykovy University v Brně.
Je šéfredaktorem mezinárodního filosofického časopisu Studia Neoaristotelica: A Journal of Analytical Scholasticism.  